# ام‌وی گلاستر (۱۹۴۱)
ام‌وی گلاستر (۱۹۴۱) (به انگلیسی: MV Gloucester (1941)) یک کشتی بود که طول آن ۴۵۰ فوت (۱۴۰ متر) بود. این کشتی در سال ۱۹۴۱ ساخته شد.